# Atenione (ribelle)
Atenione di Cilicia (Cilicia, II secolo a.C. – Siracusa, 101 a.C.) è stato un rivoluzionario greco antico, uno dei capi degli schiavi ribellatisi in Sicilia ai Romani nel 104 a.C.

## Biografia
Atenione era uno schiavo della Cilicia, un pastore che secondo Floro avrebbe ucciso il proprio padrone. Appiano lo cita come uno degli effimeri re degli schiavi della seconda guerra servile in Sicilia.
Successe col titolo regio a Salvio (che aveva intanto assunto il nome Trifone); in un primo tempo, per sospetto, questi l'aveva fatto imprigionare.
Atenione era un amante della strategia di Alessandro Magno e stava studiando come creare una falange simile a quella macedone, mentre Trifone prediligeva la tattica dell'"incudine e martello". I mezzi scarseggiavano e le marce forzate rendevano volubile la truppa fino a che Atenione insieme a Salvio marciò verso Siracusa dove fu ucciso dai soldati romani del console Manio Aquillio nel 101 a.C.